# Science Fiction (Brand New)
Science Fiction è il quinto album in studio del gruppo musicale statunitense Brand New, pubblicato nel 2017.

## Tracce
1. Lit Me Up – 6:17
2. Can't Get It Out – 3:43
3. Waste – 4:36
4. Could Never Be Heaven – 3:16
5. Same Logic/Teeth – 5:34
6. 137 – 5:02
7. Out of Mana – 5:15
8. In the Water – 6:52
9. Desert – 3:37
10. No Control – 3:55
11. 451 – 4:53
12. Batter Up – 8:28